# 11282 Hanakusa
11282 Hanakusa eller 1989 UY2 är en asteroid i huvudbältet som upptäcktes den 30 oktober 1989 av de båda japanska astronomerna Kazuro Watanabe och Kin Endate vid Kitami-observatoriet. Den är uppkallad efter astronomen Kiyotaka Hanakusa.
Den tillhör asteroidgruppen Nysa.